# Acraea mutata
Acraea mutata är en fjärilsart som beskrevs av Eltringham 1912. Acraea mutata ingår i släktet Acraea och familjen praktfjärilar. Inga underarter finns listade i Catalogue of Life.